# آتشین کوهستانی
آتشین کوهستانی، آتشین سه رگه‎ای (نام علمی: Aethionema trinervium) نام یک گونه از سرده آتشین است. جنس یا سردهٔ آتشین در ایران ۱۱ گونه گیاه علفی یک ساله و چند ساله دارد. آتشین کوهستانی یکی از این ۱۱ گونهٔ موجود در ایران است.